# D12ワールド
D12ワールド（D12 World）は、2004年4月27日にアメリカでリリースされたD12の2枚目のスタジオ・アルバムである。

## トラックリスト
1. ギット・アップ - Git Up
2. ロイアルティ - Loyalty
3. ジャスト・ライク・ユー - Just Like U
4. アイル・ビー・ダムド - I'll Be Damned
5. デュード (スキット) - Dude (Skit)
6. マイ・バンド - My Band
7. U・R・ジ・ワン - U R the One
8. 6・イン・ザ・モーニング - 6 in the Morning
9. ハウ・カム - How Come
10. リーヴ・ダット・ボーイ・アローン - Leave Dat Boy Alone
11. ゲット・マイ・ガン - Get My Gun
12. ビザール (スキット) - Bizarre (Skit)
13. ビッチ - Bitch
14. スティーヴのコーヒー・ハウス - Steve's Coffee House (Skit)
15. D12・ワールド - D-12 World
16. 40・オンス - 40 Oz.
17. コマーシャル・ブレイク - Commercial Break
18. アメリカン・サイコ・2 - American Psycho II
19. バグズ97 (スキット) - Bugz 97 (Skit)
20. グッド・ダイ・ヤング - Good Die Young
21. キープ・トーキン - Keep Talkin